# ادمون كليمنت
ادمون كليمنت (بالفرنسية: Edmond Clément)‏ هو مغني أوبرا فرنسي، ولد في 28 مارس 1867 في باريس في فرنسا، وتوفي في 24 فبراير 1928 في نيس في فرنسا.